# Chronos Ruler
Chronos Ruler (時間の支配者?, Jikan no shihaisha, lett. "I dominatori del tempo") è un manhua scritto e disegnato da Pon Jea, pubblicato sulla webzine Shonen Jump+ di Shūeisha dal 26 marzo 2015. Un adattamento anime, prodotto da Project No.9, è stato trasmesso in Giappone tra il 7 luglio e il 29 settembre 2017.

## Personaggi
Victo Putin (ヴィクト・プーチン?, Vikuto Pūchin)
Doppiato da: Kaito Ishikawa
Kiri Putin (霧・プーチン?, Kiri Pūchin)
Doppiato da: Jun Fukuyama
Mīna Putin (ミーナ・プーチン?, Mīna Pūchin)
Doppiata da: Rie Kugimiya
Blaze (ブレイズ?, Bureizu)
Doppiato da: Kenji Akabane

## Media

### Anime
Annunciato ufficialmente il 17 dicembre 2016, un adattamento anime, prodotto da Project No.9 e diretto da Masato Matsune, è andato in onda dal 7 luglio al 29 settembre 2017. La composizione della serie è stata affidata a Michiko Yokote, mentre la colonna sonora è stata composta da Evan Call. Le sigle di apertura e chiusura sono rispettivamente Ruler Game dei Fo'xTails e Jikan wa mado no mukōgawa (時間は窓の向こう側?) di Nagi Yanagi. In tutto il mondo, ad eccezione di Cina, Giappone e Corea, gli episodi sono stati trasmessi in streaming in simulcast, anche coi sottotitoli in lingua italiana, da Crunchyroll.

#### Episodi
| Nº | Titolo italiano Giapponese 「Kanji」 - Rōmaji                  | In onda           | In onda |
| Nº | Titolo italiano Giapponese 「Kanji」 - Rōmaji                  | Giapponese        |         |
| 1  | Esistenza e nulla 「存在と虚無」 - Sonzai to kyomu             | 7 luglio 2017     |         |
| 2  | Memorie e ricordi 「記憶と想起」 - Kioku to sōki               | 14 luglio 2017    |         |
| 3  | L'alba dell'idolo 「偶像の黄昏」 - Gūzō no tasogare            | 21 luglio 2017    |         |
| 4  | Il concetto di ansia 「不安の概念」 - Fuan no gainen           | 28 luglio 2017    |         |
| 5  | Al di là del bene e del male 「善悪の彼岸」 - Zen'aku no higan | 4 agosto 2017     |         |
| 6  | Volontà e rappresentazione 「意思と表象」 - Ishi to hyōshō     | 11 agosto 2017    |         |
| 7  | Miseria della filosofia 「哲学の貧困」 - Tetsugaku no hinkon   | 18 agosto 2017    |         |
| 8  | Realtà e finzione 「事実と虚構」 - Jijitsu to kyokō            | 25 agosto 2017    |         |
| 9  | Responsabilità e principi 「責任と原理」 - Sekinin to genri    | 1º settembre 2017 |         |
| 10 | Congetture e confutazioni 「推測と反駁」 - Suisoku to hanbaku  | 8 settembre 2017  |         |
| 11 | La trascendenza dell'ego 「自我の超越」 - Jiga no chōetsu      | 15 settembre 2017 |         |
| 12 | Processo e realtà 「過程と実在」 - Katei to jitsuzai           | 22 settembre 2017 |         |
| 13 | L'avvenire di un'illusione 「幻想の未来」 - Gensō no mirai     | 29 settembre 2017 |         |